# 対外宣戦布告詔書
対外宣戦布告詔書（たいがいせんせんふこくしょうしょ、中国: 宣戰詔書、英: Imperial decree of declaration of war against foreign powers）は、1900年に清国が中国に様々な影響力を持つ国外勢力であるロシア帝国、アメリカ合衆国、グレートブリテン及びアイルランド連合王国、大日本帝国、フランス第三共和政、帝政ドイツ、イタリア王国、スペイン王国、オーストリア＝ハンガリー帝国、ベルギー王国、およびオランダ王国の計11国家に対して発布した一斉宣戦布告詔書である。宣戦布告詔書の発布は北清事変や八カ国連合軍編成が直接的な理由であり、戦闘後に清国は八カ国連合軍と北京議定書を取り交わしている。正式にはこの詔書は光緒帝の御名で発布されたものであり、詔書には光緒帝の公印が捺されている。しかし当時の光緒帝は西太后の命令により軟禁状態にあり、行政上の全権は西太后の手の内にあった。

## 戦闘の起源
政治家の康有為と歴史学者の梁啓超は若い光緒帝を救おうと戊戌の変法を起こそうとしたが、この政治改革は「期間があまりに短く、野心的すぎて、政治的本質の思慮に欠ける」ものであったため、2人は清国の保守勢力を転覆させるための軍事クーデターを行うための協力を得ようと袁世凱に接触した。袁世凱は変法派側につく代わりに保守勢力上層部の処刑などの構想を明らかにした。西太后は光緒帝を軟禁状態にして激しく抵抗し、宮廷で権力を回復させた。その後、列強各国が光緒帝を援助する姿勢を示し、光緒帝が外国勢力の助力を得て反撃するのではとの恐怖感に駆られた西太后は当時の列強国である11の国家に対して宣戦詔書を発布した。

## 宣戦布告の動機
最後の瞬間まで西太后は躊躇い続けていた。戦闘へと向かわせた決断は必ずしも消極的なものではなかった。公式の宣戦布告は最強の受け入れ難き人物という以外の何者でもないことを示すというような奇妙な方法で表されていた……実質的にこの宣戦布告は戦闘に失敗し、戦闘を阻止するために計画されたものだったのである。